# Giulio Gerardi
Giulio Gerardi (* 30. November 1912 in Bagni di Vinadio (einem Ortsteil von Vinadio); † 10. Juli 2001 in Bagni di Vinadio) war ein italienischer Skilangläufer.
Gerardi nahm an den Olympischen Winterspielen 1936 in Garmisch-Partenkirchen teil. Dort belegte er den 19. Platz über 18 km und den vierten Rang mit der Staffel. Im folgenden Jahr holte er bei den Nordischen Skiweltmeisterschaften in Chamonix die Bronzemedaille mit der Staffel. Bei den Nordischen Skiweltmeisterschaften 1938 in Lahti kam er auf den 70. Platz über 18 km und auf den sechsten Rang mit der Staffel. Bei den Nordischen Weltmeisterschaften 1941 in Cortina d’Ampezzo gewann er erneut die Bronzemedaille mit der Staffel. Fünf Jahre später wurde diese WM von der FIS aber für ungültig erklärt, weshalb diese Medaille keinen offiziellen Status mehr hat.